# Dornier Do 26
Dornier Do 26, първоначално замислен и използван като граждански товаро-пътнически хидроплан, е немски далекобоен морски разузнавателен самолет от времето на Втората световна война, разработен от Dornier Flugzeugwerke. Извършва първия си полет през 1938 г. Има екипаж от 4 души. Въоръжен е с едно 20 mm оръдие МG-151 в носовата кула, по една 7,9 mm картечница МG-15 в двата странични блистера зад крилете и една на долна установка.

## Създаване
Разработката на Do 26 започва през 1936 г. по поръчка Lufthansa. През 1937 г., авиокомпанията поръчва 3 самолета, предназначени за пренасяне на трансатлантическа въздушна поща. Проектът е за хидроплан, с възможност за изстрелване посредством катапулт от кораб и с възможност за превоз на товари до 500 kg или четирима пътници по трансатлантически маршрут (Лисабон – Ню Йорк).

## Дизайн и описание
„Dornier Do 26“ е наричан „най-красивият самолет, строен някога“. Той е с изцяло метална конструкция. Фюзелажът е с един кил, крилете са с конфигурация „крило на чайка“, външните секции са оборудвани с напълно прибиращи се подкрилни поплавъци, а долната част на корпуса има ламелни странични поплавъци.
Четирите му двутактови опозитно-бутални дизелови двигатели Junkers Jumo 205C са монтирани тандемно в гондоли, разположени между центроплана и конзолите на крилете. При излитане и кацане валът на задния двигател се отклонява с 10° нагоре, за да се избегне контакт на задните трилопатни въздушни винтове с водата.
Самолетът притежава опашно оперение с обичайна конструкция, състояща се от хоризонтален стабилизатор и единичен вертикален с рул.
Първият полет на Dornier Do 26 A D-AGNT V1 Seeadler (в превод - Морски орел), пилотиран от Ерих Гундерман е на 21 май 1938 г.

## Гражданско и бойно приложение
До 1939 г. трите самолета „Do 26“ са използвани за товарни и пътнически полети от Lufthansa. На 14 февруари същата година пилотът-ветеран на авиокомпанията Зигфрид фон Витенау предприема 36-часов полет на разстояние 10 700 km с 580-килограмов товар медицински консумативи, предназначен за жертвите на земетресението в Чили. В началото на Втората световна война трите самолета Do 26 (съответно P5 + AH, P5 + BH и P5 + CH), използвани от авиокомпания Lufthansa, са прехвърлени на луфтвафе. За нуждите на Луфтвафе са построени и други три самолета (V4 – V6), означени като „Do 26 С“ с по-мощни двигатели Junkers Jumo 205D (с по 880 к. с. всеки). От 1940 г. Do 26 участват в доставките на войници и товари на изолираните немски части в Норвегия. В хода на тази кампания, германците губят три самолета.

## Летателно-технически характеристики
Технически характеристики
- Екипаж: 4
- Дължина: 24,5 m
- Разма на крилете: 30 m
- Височина: 6,9 m
- Площ крилете: 120 m²
- Тегло празен: 10 200 kg
- Максимално полетно тегло: 20 000 kg
- Двигатели: 4 × Junkers Jumo 205 C
- Мощност на двигателите: 4 × 600 к. с. (4 × 447 kW)

Летателни характеристики
- Максимална скорост: 335 km/h
- Крайцерска скорост: 310 km/h
- Далечина на полета: 9000 km
- Таван на полета: 4600 m